# 200 mètres féminin aux Jeux olympiques d'été de 2000 (athlétisme)
Navigation
Atlanta 1996 Athènes 2004
L'épreuve du 200 mètres féminin aux Jeux olympiques de 2000 s'est déroulée les 27 et 28 septembre 2000 au Stadium Australia de Sydney, en Australie. Elle est remportée par la Bahaméenne Pauline Davis-Thompson après disqualification pour dopage de l'Américaine Marion Jones.

## Faits marquants
51 concurrentes représentant 35 nations participent à l'épreuve.
L'Américaine Marion Jones, qui en 2000 ambitionnait cinq titres olympiques, avait déjà remporté le 100 mètres quelques jours auparavant et était la large favorite de l'épreuve.
Cependant, c'est la Jamaïcaine Beverly McDonald qui réalise les meilleurs temps des deux premiers tours, avec 22 s 50 et 22 s 44. En demi-finale, elle s'incline devant Jones (22 s 62 et 22 s 40, tandis que dans l'autre la Bahaméenne Pauline Davis-Thompson l'emporte en 22 s 38 devant la Sri-lankaise Susanthika Jayasinghe (22 s 45).
Lors de la finale, Jones réalise un très bon virage et entre dans la ligne droite avec 3 mètres d'avance. Elle accentue encore son avance et franchit la ligne en 21 s 84, avec 44 centièmes d'avance sur Davis. Celle-ci conserve 1 centième d'avance sur Jayasinghe. Les deux Australiennes présentes, Melinda Gainsford-Taylor et Cathy Freeman, finissent respectivement 6e et 7e. La marge d'avance de la première sur la seconde est similaire à celle qu'on a pu voir lors des victoires d'autres sprinteuse auteurs du doublé 100/200 m, comme Florence Griffith-Joyner ou Wilma Rudolph, mais est inférieure aux 7 dixièmes d'avance de Fanny Blankers-Koen en 1948.
En 2007, Marion Jones avoue avoir eu recours au dopage, et restitue les cinq médailles olympiques qu'elle avait remportées en 2000.
En 2009, sur décision du CIO, les sept finalistes son reclassées, et Pauline Davis-Thompson récupère ainsi le titre olympique.

## Records avant compétition
Avant cette compétition, les records dans cette discipline étaient les suivants : 
| Record du monde  | Florence Griffith-Joyner (USA) | 21 s 34 | Séoul | 29 septembre 1988 |
| Record olympique | Florence Griffith-Joyner (USA) | 21 s 34 | Séoul | 29 septembre 1988 |

## Résultats

### Séries
Les 4 premières de chaque série et les 8 meilleurs temps parmi les autres concurrentes se qualifient pour les quarts de finale.

### Quarts de finale
Les 4 premières de chaque série se qualifient pour les demi-finales.
| Rang | Athlète                | Pays            | Temps   | Notes |
| ---- | ---------------------- | --------------- | ------- | ----- |
| 1    | Beverly McDonald       | Jamaïque        | 22 s 44 | Q     |
| 1    | Pauline Davis-Thompson | Bahamas         | 22 s 72 | Q     |
| 3    | Cathy Freeman          | Australie       | 22 s 75 | Q     |
| 4    | Nanceen Perry          | États-Unis      | 22 s 95 | Q     |
| 5    | Marina Trandenkova     | Russie          | 23 s 10 |       |
| 6    | Johanna Manninen       | Finlande        | 23 s 41 |       |
| 7    | Joice Maduaka          | Grande-Bretagne | 23 s 57 |       |
|      | Cydonie Mothersill     | Îles Caïmans    | DNS     |       |

| Rang | Athlète                  | Pays            | Temps   | Notes |
| ---- | ------------------------ | --------------- | ------- | ----- |
| 1    | Melinda Gainsford-Taylor | Australie       | 22 s 49 | Q     |
| 2    | Zhanna Pintusevich       | Ukraine         | 22 s 70 | Q, SB |
| 3    | Mercy Nku                | Nigeria         | 22 s 95 | Q, SB |
| 4    | Alenka Bikar             | Slovénie        | 23 s 01 |       |
| 5    | Oksana Ekk               | Russie          | 23 s 17 |       |
| 6    | Samantha Davies          | Grande-Bretagne | 23 s 20 |       |
| 7    | Sabrina Mulrain          | Allemagne       | 23 s 24 |       |
|      | Marion Jones             | États-Unis      | 22 s 50 | DQ    |

| Rang | Athlète           | Pays       | Temps   | Notes |
| ---- | ----------------- | ---------- | ------- | ----- |
| 1    | Debbie Ferguson   | Bahamas    | 22 s 72 | Q     |
| 2    | Myriam Mani       | Cameroun   | 22 s 88 | Q     |
| 3    | Torri Edwards     | États-Unis | 22 s 98 | Q     |
| 4    | Muriel Hurtis     | France     | 22 s 98 | Q     |
| 5    | Mary Onyali       | Nigeria    | 23 s 03 | NR    |
| 6    | Irina Khabarova   | Russie     | 23 s 27 |       |
| 7    | Olena Pastushenko | Ukraine    | 23 s 63 |       |
|      | Astia Walker      | Jamaïque   | DNF     |       |

| Rang | Athlète               | Pays                       | Temps   | Notes |
| ---- | --------------------- | -------------------------- | ------- | ----- |
| 1    | Susanthika Jayasinghe | Sri Lanka                  | 22 s 54 | Q     |
| 2    | Louise Ayétotché      | Côte d'Ivoire              | 22 s 86 | Q     |
| 3    | Lauren Hewitt         | Australie                  | 23 s 12 | Q     |
| 4    | Felipa Palacios       | Colombie                   | 23 s 19 | Q     |
| 5    | Chandra Sturrup       | Bahamas                    | 23 s 21 |       |
| 6    | Fatima Yusuf-Olukoju  | Nigeria                    | 23 s 21 |       |
| 7    | Juliet Campbell       | Jamaïque                   | 23 s 34 |       |
| 8    | Valma Bass            | Saint-Christophe-et-Niévès | 23 s 57 |       |

### Demi-finales
Les 4 premières de chaque série se qualifient pour la finale.
| Rang | Athlète            | Pays       | Temps   | Notes |
| ---- | ------------------ | ---------- | ------- | ----- |
| 1    | Debbie Ferguson    | Bahamas    | 22 s 62 | Q     |
| 2    | Beverly McDonald   | Jamaïque   | 22 s 70 | Q     |
| 3    | Zhanna Pintusevich | Ukraine    | 22 s 74 | Q     |
| 4    | Felipa Palacios    | Colombie   | 23 s 11 |       |
| 5    | Mercy Nku          | Nigeria    | 23 s 40 |       |
| 6    | Lauren Hewitt      | Australie  | 23 s 44 |       |
| 7    | Myriam Mani        | Cameroun   | 23 s 47 |       |
|      | Marion Jones       | États-Unis | 22 s 40 | DQ    |

| Rang | Athlète                  | Pays          | Temps   | Notes |
| ---- | ------------------------ | ------------- | ------- | ----- |
| 1    | Pauline Davis-Thompson   | Bahamas       | 22 s 38 | Q, PB |
| 2    | Susanthika Jayasinghe    | Sri Lanka     | 22 s 45 | Q     |
| 3    | Melinda Gainsford-Taylor | Australie     | 22 s 61 | Q     |
| 4    | Cathy Freeman            | Australie     | 22 s 71 | Q     |
| 5    | Louise Ayétotché         | Côte d'Ivoire | 22 s 76 | NR    |
| 6    | Torri Edwards            | États-Unis    | 23 s 06 |       |
| 7    | Muriel Hurtis            | France        | 23 s 13 |       |
| 8    | Nanceen Perry            | États-Unis    | 23 s 16 |       |

### Finale
| Rang               | Athlète                  | Pays       | Temps   | Notes |
| ------------------ | ------------------------ | ---------- | ------- | ----- |
| Médaille d'or      | Pauline Davis-Thompson   | Bahamas    | 22 s 27 | PB    |
| Médaille d'argent  | Susanthika Jayasinghe    | Sri Lanka  | 22 s 28 | NR    |
| Médaille de bronze | Beverly McDonald         | Jamaïque   | 22 s 35 | SB    |
| 4                  | Debbie Ferguson          | Bahamas    | 22 s 37 | SB    |
| 5                  | Melinda Gainsford-Taylor | Australie  | 22 s 42 | SB    |
| 6                  | Cathy Freeman            | Australie  | 22 s 53 | SB    |
| 7                  | Zhanna Pintusevich       | Ukraine    | 22 s 66 | SB    |
|                    | Marion Jones             | États-Unis | 21 s 84 | DQ    |

## Légende
Records et Performances
- AR : Record continental (area record)
- CR : Record des championnats (championship record)
- MR : Record du meeting (meet record)
- NR : Record national (national record)
- OR : Record olympique (olympic record)
- PR : Record paralympique (paralympic record)
- PB : Record personnel (personal best)
- SB : Meilleure performance personnelle de la saison (season's best)
- WL : Meilleure performance mondiale de l'année (world leader)
- WJR : Record du monde junior (world junior record)
- WR : Record du monde (world record)

Circonstances et Conditions
- DNF : N'a pas terminé (did not finish)
- DNS : N'a pas pris le départ (did not start)
- DQ : Disqualification (disqualification)
- NM : Aucun essai valable enregistré (No Mark)
- Q : Qualifié « directement » au prochain tour (ou à la prochaine compétition), lors d'une compétition majeure, grâce au classement ou à la réalisation des minima (automatic qualifier)
- q : Qualifié au prochain tour (ou à la prochaine compétition), lors d'une compétition majeure, grâce au repêchage ou à la réalisation de l'une des meilleures performances parmi celles des « non qualifiés directement » (grâce au meilleur temps ou à la meilleure distance par exemple) (secondary qualifier)